# Pont de Serranos
Le pont Serranos (Puente de Serranos en espagnol) est un pont de la ville espagnole de Valence. Il s'agit du plus ancien des ponts existants qui traversent la rivière Turia et fut le deuxième des ponts dits « historiques » à être reconstruit en pierre : Puente de la Trinidad (1356-1402), Puente de Serranos (1518), Puente del Mar (1592-1596), Puente del Real (1594-1599) et enfin Pont de Saint Joseph (1604-1607),.
Le pont, doté de neuf arches segmentaires mesure 159,7 mètres de long et 11,2 mètres de large. Entre 2005 et 2009, il a été restauré sous la direction de l'architecte Ignacio Bosch et celui-ci a récupéré les lambris triangulaires des lambris. Il relie la principale porte nord de la ville avec la route du Maestrozgo et de la ville de Sagunto, à l'époque la principale route vers la région de Los Serranos, d'où son nom,.

## Histoire
Connu à l'époque musulmane sous le nom d'A-Qantara, c'est-à-dire « le Pont », ce nom était autrefois attribué aux ponts stables, généralement en pierre et d'origine romaine, mais il n'y a aucune trace de ces caractéristiques sur ce pont à cette époque. L'hypothèse de l'existence d'un pont de pierre semble raisonnable, mais des doutes subsistent quant à sa paternité arabe.

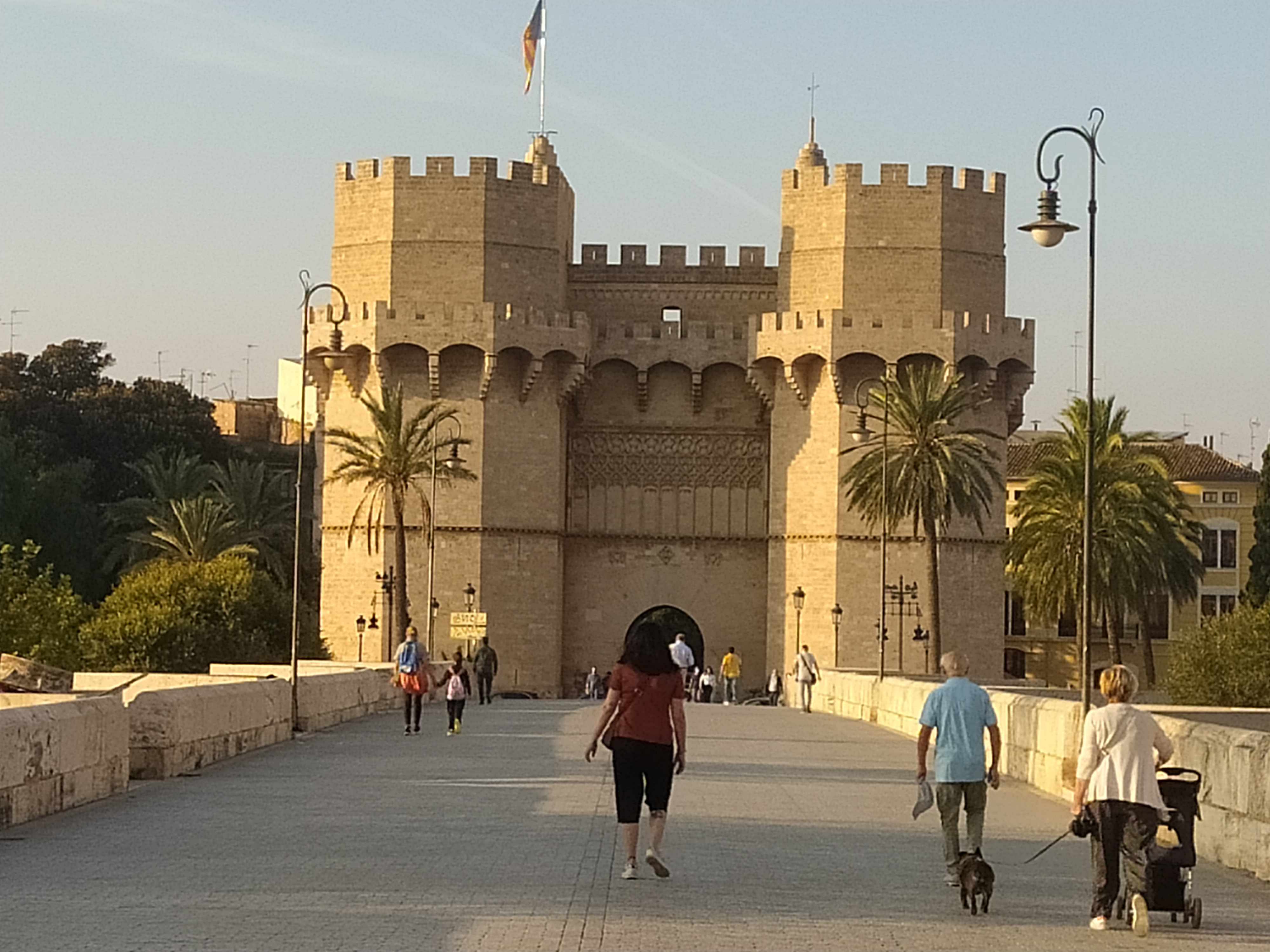
Tours de Serranos, à l'entrée sud du pont

En 1349, coïncidant avec une période de forte consolidation et de caractérisation urbaine, le Conseil général ordonna que le pont soit construit en pierre pour mieux résister aux avenues du Turia. Le pont possède à son entrée sud les tours de Serranos construites en 1398.
Les inondations de 1406 et 1427, mais surtout celle de 1517, infligent de sérieux dégâts au pont, si bien qu'un an plus tard, l'Ancienne Usine de Murs et de Douves ordonne sa reconstruction le 22 juin 1518 telle qu'elle est aujourd'hui. Construit en pierre, sous la direction du tailleur de pierre Juan Bautista Corbera, il possède une rampe d'accès au lit de la rivière, actuellement le jardin du Turia, et est composé de neuf arcs segmentaires avec brise-lames, brise-lames et parapets,.
Avant le XVIIIe siècle, elle comptait jusqu'à cinq statues, celles de saint Pedro Nolasco, saint Pedro Pascual, frère Gilaberto Jofré, reine Teresa Gil de Vidaure et Notre-Dame de Miséricorde, mais avant l'arrivée des troupes napoléoniennes, les statues avec leurs casilices et les parapets latéraux ont été détruits et jetés dans la rivière dans le cadre des travaux de défense de la ville. L'un des premiers ordres du maréchal d'occupation au gouvernement de la ville était dirigé vers la nouvelle usine sur la rivière afin qu'ils réparent sans délai les parapets du pont.
En 2012, le pont est devenu complètement piéton.

## Protection
Le Pont de Serranos est inclus dans l'ensemble historique de Valence et dans l'environnement de protection de la Puerta de Serranos Bien d'Intérêt Culturel (Décret 57/1993 publié au Journal Officiel de la Generalitat Valenciana (DOGV) du 10 mai 1993) et il est déclaré bien d'importance locale individualisé par l'article 46 de la loi 4/1998 du 11 juin de la Generalitat Valenciana (DOGV n° 3267 du 18 juin 1998),.